# Carlene Carter
Pour les articles homonymes, voir Carter.
Carlene Carter (née Rebecca Carlene Smith le 26 septembre 1955 à Nashville) est une chanteuse et auteur compositrice américaine de country. Elle est la fille de June Carter et de Carl Smith.

## Discographie

### Albums studio
| Titre                             | Infos                                             | Meilleur classement | Meilleur classement | Meilleur classement | Meilleur classement | Certifications |
| Titre                             | Infos                                             | US Country          | US                  | CAN Country         | CAN                 | Certifications |
| --------------------------------- | ------------------------------------------------- | ------------------- | ------------------- | ------------------- | ------------------- | -------------- |
| Carlene Carter                    | - Sortie : 1978 - Label : Warner Bros. Records    | —                   | —                   | —                   | —                   |                |
| Two Sides to Every Woman          | - Sortie : 1979 - Label : Warner Bros. Records    | —                   | —                   | —                   | —                   |                |
| Musical Shapes                    | - Sortie : 1980 - Label : Warner Bros. Records    | —                   | 139                 | —                   | —                   |                |
| Blue Nun                          | - Sortie : 1981 - Label : Warner Bros. Records    | —                   | —                   | —                   | —                   |                |
| C'est C Bon                       | - Sortie : 1983 - Label : Epic Records            | —                   | —                   | —                   | —                   |                |
| I Fell in Love                    | - Sortie : 13 août 1990 - Label : Reprise Records | 19                  | —                   | —                   | —                   | - CAN: Gold    |
| Little Love Letters               | - Sortie : 22 juin 1993 - Label : Giant Records   | 35                  | 196                 | 2                   | 45                  | - CAN: Gold    |
| Little Acts of Treason            | - Sortie : 8 août 1995 - Label : Giant Records    | 65                  | —                   | 18                  | —                   |                |
| Stronger                          | - Sortie : 4 mars 2008 - Label : Yep Roc Records  | 69                  | —                   | —                   | —                   |                |
| « — » indique un album non classé |                                                   |                     |                     |                     |                     |                |

### Compilations et albums live
| Titre                              | Infos                                              |
| ---------------------------------- | -------------------------------------------------- |
| Hurricane: Live at the Crazy Horse | - Sortie : 1994 - Label : RSM                      |
| Hindsight 20/20                    | - Sortie : 10 septembre 1996 - Label : Giant       |
| The Platinum Collection            | - Sortie : 6 août 2007 - Label : WEA International |

### Singles
| Année                                 | Single                               | Meilleur classement | Meilleur classement | Meilleur classement | Album                      |
| Année                                 | Single                               | US Country          | US                  | CAN Country         | Album                      |
| ------------------------------------- | ------------------------------------ | ------------------- | ------------------- | ------------------- | -------------------------- |
| 1978                                  | Never Together (But Close Sometimes) | —                   | —                   | —                   | Carlene Carter             |
| 1978                                  | Love Is Gone                         | —                   | —                   | —                   | Carlene Carter             |
| 1979                                  | Do It in a Heartbeat                 | 42                  | 108                 | 56                  | Two Sides to Every Woman   |
| 1979                                  | Old Photographs                      | —                   | —                   | —                   | Two Sides to Every Woman   |
| 1980                                  | Baby Ride Easy (avec Dave Edmunds)   | 76                  | —Goodnight dallas   | —                   | Musical Shapes             |
| 1980                                  | Ring of Fire                         | —                   | —                   | —                   | Musical Shapes             |
| 1981                                  | Oh How Happy (avec Paul Carrack)     | —                   | —                   | —                   | Blue Nun                   |
| 1981                                  | Do Me Lover (avec Paul Carrack)      | —                   | —                   | —                   | Blue Nun                   |
| 1983                                  | Heart to Heart                       | —                   | —                   | —                   | C'est C Bon                |
| 1990                                  | I Fell in Love                       | 3                   | —                   | 3                   | I Fell in Love             |
| 1990                                  | Come On Back                         | 3                   | —                   | 2                   | I Fell in Love             |
| 1991                                  | The Sweetest Thing                   | 25                  | —                   | 8                   | I Fell in Love             |
| 1991                                  | One Love                             | 33                  | —                   | 17                  | I Fell in Love             |
| 1993                                  | Every Little Thing                   | 3                   | —                   | 3                   | Little Love Letters        |
| 1993                                  | Unbreakable Heart                    | 51                  | —                   | 34                  | Little Love Letters        |
| 1994                                  | I Love You 'Cause I Want To          | 50                  | —                   | 20                  | Little Love Letters        |
| 1994                                  | Sweet Meant to Be                    | —                   | —                   | —                   | Little Love Letters        |
| 1994                                  | Something Already Gone               | 43                  | —                   | 44                  | Maverick (bande originale) |
| 1995                                  | Love Like This                       | 70                  | —                   | 54                  | Little Acts of Treason     |
| 1995                                  | Hurricane                            | 75                  | —                   | —                   | Little Acts of Treason     |
| 1996                                  | He Will Be Mine                      | —                   | —                   | 84                  | Little Acts of Treason     |
| 2008                                  | Bring Love                           | —                   | —                   | —                   | Stronger                   |
| « — » indique une chanson non classée |                                      |                     |                     |                     |                            |

### Singles en tant qu'invitée
| Année                                 | Single            | Artiste             | Meilleur classement | Meilleur classement | Meilleur classement | Album        |
| Année                                 | Single            | Artiste             | US Country          | US                  | CAN Country         | Album        |
| ------------------------------------- | ----------------- | ------------------- | ------------------- | ------------------- | ------------------- | ------------ |
| 1983                                  | I Couldn't Say No | Robert Ellis Orrall | —                   | 32                  | —                   | Special Pain |
| 1989                                  | Time's Up         | Southern Pacific    | 26                  | —                   | 19                  | County Line  |
| « — » indique une chanson non classée |                   |                     |                     |                     |                     |              |

### Autres chansons classées
| Year | Single                   | Peak positions | Album                             |
| Year | Single                   | US Country     | Album                             |
| ---- | ------------------------ | -------------- | --------------------------------- |
| 1995 | Rockin' Little Christmas | 66             | A Giant Country Christmas, Vol. 1 |